# Micronectriella agropyri
Micronectriella agropyri är en svampart som beskrevs av Apinis & Chesters 1964. Micronectriella agropyri ingår i släktet Micronectriella och familjen Mycosphaerellaceae.   Inga underarter finns listade i Catalogue of Life.